# Escolinha de Música
Escolinha de Música é um álbum de compilações do projecto português composto por crianças do "Jardim Escola". Mais tarde, no ano de 2009, foi disponibilizada uma versão do disco em formato DVD, com instrumentais para karaoke. Esteve 39 semanas na tabela musical portuguesa, três consecutivas em liderança, e obteve certificação de disco de dupla platina.

## Alinhamento de faixas
| Edição CD      |                            |         |  |
| N.º            | Título                     | Duração |  |
| 1.             | "Doidas Andam as Galinhas" | 2:41    |  |
| 2.             | "Eu Sou um Coelhinho"      | 1:36    |  |
| 3.             | "A Boneca"                 | 2:09    |  |
| 4.             | "Lavar os Dentes"          | 2:04    |  |
| 5.             | "O Nosso Galo"             | 1:27    |  |
| 6.             | "Pipi das Meias Altas"     | 3:10    |  |
| 7.             | "Atirei o Pau Ao Gato"     | 1:08    |  |
| 8.             | "Heide (Avozinho)"         | 2:53    |  |
| 9.             | "Os Olhos Da Marianita"    | 2:49    |  |
| 10.            | "Josézito"                 | 1:54    |  |
| 11.            | "O Pretinho Barnabé"       | 1:19    |  |
| 12.            | "Ponha Aqui o Seu Pezinho" | 1:51    |  |
| 13.            | "Dubadoira"                | 2:38    |  |
| 14.            | "Apanhar o Trevo"          | 2:17    |  |
| 15.            | "O Gato Fabuloso"          | 1:52    |  |
| 16.            | "No Alto daquela Serra"    | 2:20    |  |
| Duração total: | Duração total:             | 30:88   |  |

## Desempenho nas tabelas musicais
| Tabela musical (2005)             | Melhor posição |
| --------------------------------- | -------------- |
| Portugal - Portugal Albums Top 30 | 1              |

| País     | Certificador | Certificação | Vendas  |
| -------- | ------------ | ------------ | ------- |
| Portugal | AFP          | 2× Platina   | +40,000 |

## Histórico de lançamento
| País     | Data                  | Formato          | Editora discográfica |
| -------- | --------------------- | ---------------- | -------------------- |
| Portugal | 17 de Janeiro de 2010 | CD single        | Farol                |
| Portugal | 22 de Agosto de 2006  | Download digital | Farol                |